# Marenglen Berisha
Marenglen „Len“ Berisha (* 3. Januar 1984 in Priština, SFR Jugoslawien) ist ein albanisch-kosovarischer Wirtschaftswissenschaftler, Banker und Dekan der Fakultät für Wirtschaft an der Amerikanischen Universität von Bulgarien (AUBG).

## Leben
Marenglen Berisha absolvierte von September 2002 bis Mai 2006 ein Bachelorstudium im Fach Business Administration an der AUBG in Blagoewgrad. Ab September 2007 folgte ein Masterstudium am New Yorker Campus der Keller Graduate School of Management, die zur privaten DeVry University gehört. Der Master of Business Administration wurde ihm dort 2009 verliehen. Erste Erfahrungen im Bereich des Bankwesens sammelte er dann in seiner vierjährigen Tätigkeit bei der ProCredit Bank Kosovo, wo er zunächst Koordinator in der Finanzberichterstattungsstelle war und zuletzt bis 2013 für zwei Jahre die Abteilung Risikomanagement leitete. Währenddessen bildete er sich in Schulungen der Udruženje banaka Kosova (UBK) und der Ausbildungsakademie der ProCredit Holding in Deutschland und Mazedonien weiter. Er dozierte im Zeitraum von 2010 bis 2013 im Fach Rechnungswesen an der Amerikanischen Universität im Kosovo (AUK) und gab im Rahmen der Programme der Staffordshire University am Riinvest-College (Kolegji Riinvest) in Pristina dort Englisch-Unterricht.
Im Oktober 2013 wurde Berisha Professor für Rechnungswesen und Finanzen an der Wirtschaftsfakultät der AUBG. Seit Juni 2016 sitzt er im Verwaltungsrat der Banka Ekonomike. Im Juli des gleichen Jahres wurde er Dekan der Wirtschaftsfakultät der AUBG.
Seine Promotionsarbeit schreibt er am Swiss Management Center (SMC).